# Canary Black
Canary Black ist ein Spielfilm aus dem Jahr 2024 von Regisseur Pierre Morel nach einem Drehbuch von Matthew Kennedy mit Kate Beckinsale. Der Actionthriller-Agentenfilm wurde am 24. Oktober 2024 auf Prime Video veröffentlicht.

## Handlung
Die CIA-Agentin Avery Graves wird von Kidnappern erpresst, sie soll ihr eigenes Land verraten, um ihren entführten Ehemann David zu retten.
Nachdem sie von ihrem eigenen Team abgeschnitten ist, wendet sie sich an ihre Kontakte in der Unterwelt, um zu überleben und an die von den Kidnappern geforderten Informationen zu kommen.

## Besetzung und Synchronisation
Die deutschsprachige Synchronisation übernahm die Splendid Synchron. Dialogregie führte Martin Keßler, der auch das Dialogbuch schrieb.
| Rolle                         | Darsteller      | Synchronsprecher      |
| ----------------------------- | --------------- | --------------------- |
| Avery Graves                  | Kate Beckinsale | Marie Bierstedt       |
| Agent Maxfield                | Jaz Hutchins    | Tim Knauer            |
| David Brooks                  | Rupert Friend   | Alexander Doering     |
| Konrad Breznov                | Goran Kostić    | Matthias Scherwenikas |
| Sorina                        | Romina Tonkovic | Marie Hinze           |
| Stationschef Jarvis Hedlund   | Ray Stevenson   | Axel Strothmann       |
| stellv. Direktor Nathan Evans | Ben Miles       | Frank Röth            |

## Produktion und Hintergrund
Produziert wurde der Film vom britischen Filmproduktionsunternehmen Anton Corp. (Produzenten Sébastien Raybaud und John Zois) und der amerikanischen Sentient Entertainment (Produzenten Renee Tab, Christopher Tuffin und Carsten H.W. Lorenz) sowie der US-amerikanischen Brickell & Broadbridge International (Produzent Jeff Elliott) und Oakhurst Entertainment (Produzentin Marina Grasic), die Serviceproduktion in Kroatien übernahm MP Produkcija (Serviceproduzent Igor A. Nola).
Die Dreharbeiten fanden vom 21. Oktober 2022 bis zum 31. Januar 2023 in Zagreb statt. Szenen, die in Tokio spielen, wurden in Rovinj gedreht. Ursprünglich war als Drehort Prag vorgesehen.
Die Kamera führte Thierry Arbogast, die Musik schrieb Jessica Rose Weiss, die Montage verantwortete Tania Goding und das Casting Daniel Hubbard. Das Szenenbild gestaltete Sebastian T. Krawinkel und das Kostümbild Nikolina Kostanjsek. Der 2023 verstorbene Schauspieler Ray Stevenson ist in einer seiner letzten Rollen zu sehen.
Im Mai 2025 reichte Hauptdarstellerin Kate Beckinsale beim Obersten Gerichtshof in Los Angeles Klage gegen die Produzenten ein. Darin warf sie ihnen vor, sie gefährlichen Arbeitsbedingungen ausgesetzt und schwer verletzt zu haben. Im Dezember 2022 verletzte sich Beckinsale während einer Action-Szene am Knie und musste aufgrund eines Meniskusrisses operiert werden. Die Produktion verzögerte sich um zwei Monate.

## Veröffentlichung
In den Niederlanden erschien der Film am 10. Oktober 2024. Auf Prime Video wurde der Actionthriller-Agentenfilm am 24. Oktober 2024 veröffentlicht.

## Rezeption

### Kritiken
derwatchdog.de vergab 1,5 von 5 Sternen. Der Film biete nichts, was man nicht schon in unzähligen Agenten-Thrillern zuvor gesehen habe und dort auch deutlich besser.
Oliver Armknecht bewertete den Film auf film-rezensionen.de mit vier von zehn Punkten. Dieser sei zwar prominent besetzt, ansonsten aber kaum erwähnenswert, wenn nur die üblichen Stationen abgeklappert werden. Da könnten auch die gelegentlichen soliden Actionszenen nichts mehr rausreißen.

### Abrufe
Laut digital i erreichte der Film im Oktober 2024 in Deutschland 724.000 zusehende Haushalte und lag damit auf Platz neun der Film-Streaming-Charts.